# マールワーリー語
マールワーリー語（マールワーリーご,मारवाड़ी）は、インド語派の言語である。インドのラージャスターン州西部に話者がいる。また、グジャラート州やパキスタン東部にも話者がいる。
また言語名は、現在のラージャスターン州の中でジョードプルを中心とした「マールワール」という広域地域名称に由来している。マルワーリー語、マールワール語、マルワール語、マルワディー語ともいう。
ISO 639-3 ではマクロランゲージとしている。

## 文字
表記はデーヴァナーガリー文字、またはマハージャニー文字（en）を使用する。